# Kirsty Gilmour
Kirsty Gilmour (n. 21 set 1993) és una esportista escocesa que competeix en bàdminton en la categoria individual.
Gilmour va guanyar la medalla de plata al Jocs de la Commonwealth de 2014, perdent davant Michelle Li del Canadà a la final. Ella va guanyar conjuntament Scottish Young Sports Personality of the Year 2012 amb el nedador Craig Benson.